# Hypoxis suffruticosa
Hypoxis suffruticosa är en enhjärtbladig växtart som beskrevs av Gert Cornelius Nel. Hypoxis suffruticosa ingår i släktet Hypoxis och familjen Hypoxidaceae. Inga underarter finns listade i Catalogue of Life.